# Język jukagirski południowy
Język jukagirski południowy (południowojukagirski, kołymski, kołymsko-jukagirski, jukagirski leśny) – niemal wymarły język z rodziny języków jukagirskich. Jest wyraźnie odrębny od jukagirskiego północnego.
W 1989 r. podano, że oba języki jukagirskie mają łącznie 400 użytkowników, ale liczba ta uchodzi za zawyżoną. Według danych szacunkowych z 2007 r. jukagirskim południowym posługuje się mniej niż 50 osób. Powszechna jest wielojęzyczność.
Brak tradycji literackiej. Podjęto próby stworzenia standardu i ortografii na bazie cyrylicy.